# Iglesia de Santa María Asunta (Medolago)
La iglesia de Santa Maria Assunta es la iglesia parroquial de Medolago, en la provincia y diócesis de Bérgamo; forma parte del vicariato de Capriate-Chignolo-Terno.

## Historia
La primera mención de una iglesia en Medolago dedicada a Santa Maria Assunta se remonta al año 959; en ese momento formaba parte de la parroquia de Solza-Medolago, que tenía su sede en la iglesia de San Gervasio in campis. 
En 1440 los dos pueblos se convirtieron en parroquias independientes entre sí y la parroquia de Medolago fue trasladada a la iglesia de Santa María en Paese.
Del informe de la visita apostólica de 1575 del arzobispo de Milán Carlo Borromeo sabemos que la iglesia de Medolago estaba incluida en la iglesia parroquial de Terno d'Isola, que el párroco y un clérigo estaban al servicio de la cura de las almas y que los fieles eran 400.
En 1659, el obispo de Bérgamo Gregorio Barbarigo, al hacer su visita a la iglesia, constató que había 283 feligreses y que en la iglesia estaban ubicadas las escuelas del Santísimo Sacramento, del Rosario y de la Doctrina Cristiana.
En la lista de iglesias de la diócesis de Bérgamo elaborada entre 1666 y 166u por el canciller Marenzi leemos que la iglesia parroquial de Medolago tenía como ramas los oratorios de los santos Gervasio y Protasio y de San Defendente y que los fieles eran 325.
La primera piedra de la actual iglesia parroquial fue colocada el 6 de mayo de 1743 las obras de construcción finalizaron el 23 de noviembre de 1753 con la bendición y apertura de la iglesia al culto.  La consagración fue dada el 30 de septiembre de 1856 por el obispo de Bérgamo Pier Luigi Speranza. 
Entre 1844 y 1846 se construyó el campanario, dotado de un concierto de cinco campanas.
Gracias a un documento de 1861 se sabe que en aquella época la iglesia estaba incluida en el vicariato de Terno d'Isola, que el párroco estaba asistido por un sacerdote y tres canónigos y que los fieles eran 750.
En 1943 las campanas fueron requisadas para obtener material de guerra; Después del conflicto, siete nuevos fueron fusionados y consagrados el 15 de julio de 1951 por el obispo Adriano Bernareggi.
El 28 de junio de 1971 se abolió el vicariato de Terno y la iglesia se agregó a la recién establecida zona pastoral VII, antes de pasar a formar parte del vicariato de Capriate-Chignolo-Terno el 27 de mayo de 1979. Entre 1984 y 1986 se restauró el interior del edificio, mientras que en 2001 la fachada también fue objeto de una renovación.